# Machine Gun: The Fillmore East First Show
Machine Gun: The Fillmore East First Show è un album live postumo di Jimi Hendrix pubblicato il 30 settembre 2016 dalla Legacy Recordings.

## Il disco
Il disco contiene esecuzioni tratte dal primo show della Band of Gypsys tenutosi al Fillmore East di New York il 31 dicembre 1969. Hendrix è accompagnato da Billy Cox al basso e Buddy Miles alla batteria. Tranne Hear My Train A Comin' e Lover Man, le undici tracce presenti sull'album sono tutte nuove composizioni mai suonate dai Jimi Hendrix Experience.
L'album documenta ulteriormente i quattro concerti che Hendrix tenne al Fillmore East tra il 31 dicembre 1969 e il 1º gennaio 1970. Si aggiunge ai precedenti Band of Gypsys (1970), Band of Gypsys 2 (1986), Live at the Fillmore East (1999), e West Coast Seattle Boy: The Jimi Hendrix Anthology (2010). Tutti i brani, fatta eccezione per Hear My Train A Comin', Changes e Izabella, appaiono per la prima volta su una pubblicazione ufficiale.

## Tracce
1. Power of Soul - 5:30
2. Lover Man - 3:14
3. Hear My Train A Comin' - 9:06
4. Changes (Buddy Miles) - 5:58
5. Izabella - 3:29
6. Machine Gun - 8:54
7. Stop (Jerry Ragovoy, Mort Shuman) - 5:30
8. Ezy Ryder - 5:55
9. Bleeding Heart (Elmore James) - 6:38
10. Earth Blues - 6:24
11. Burning Desire - 9:40

## Formazione
- Jimi Hendrix – voce solista, chitarra
- Billy Cox – basso, cori
- Buddy Miles – batteria, cori